# 二型叶棘豆
二型叶棘豆（学名：Oxytropis diversifolia）为豆科棘豆属下的一个种。